# Westelijke Oblast (1917-1918)
De Westelijke Oblast (Russisch: Западная область) was een oblast van de RSFSR. De hoofdstad ervan was oorspronkelijk Minsk. De republiek bestond van maart 1917 tot het einde van 1918. Ze lag in het huidige Wit-Rusland, en het gebied ontstond uit de gouvernementen Vilnius, Vitebsk, Mogiljow en Minsk. In april 1918 werd het gebied van het Gouvernement Smolensk bij de oblast ingedeeld, en de hoofdstad werd verplaatst naar Smolensk. In september 1918 werd de oblast hernoemd tot Westelijke Commune.
De Westelijke Oblast werd op 23 september 1918 door het Heel-Russisch Centraal Uitvoerend Comité ingedeeld als onderdeel van de RSFSR. Op 1 januari 1919 werd het gebied onderdeel van de Wit-Russische Sovjetrepubliek.